# Eupetersia clypeata
Eupetersia clypeata là một loài Hymenoptera trong họ Halictidae. Loài này được Benoist mô tả khoa học năm 1950.